# Gossau (Saint-Gall)
Pour les articles homonymes, voir Gossau.
Gossau est une ville et une commune suisse du canton de Saint-Gall, située dans la circonscription électorale de Saint-Gall.

## Géographie

Photo aérienne par Walter Mittelholzer (1920).

Selon l'Office fédéral de la statistique, Gossau mesure 27,51 km2.
Important centre industriel et agricole de Suisse orientale, Gossau est situé entre la Glatt et la Sitter. La commune se compose de deux localités : Gossau et Arnegg.

## Démographie
Selon l'Office fédéral de la statistique, Gossau compte 18 226 habitants fin 2022. Sa densité de population atteint 663 hab./km2.

## Histoire
La première mention du lieu date de 824, sous le nom de Cozesauva. La ville a fait partie durant près d'un millénaire des terres abbatiales du couvent de Saint-Gall.

## Culture et patrimoine

### Héraldique
| Blason | Blasonnement : D'or dextré d'une haute croix tréflée de gueules hissant de la gueule d'un dragon de sinople armé d'or en pointe et senestré d'un ours levé de sable armé d'or et lampassé du deuxième. |

### Monuments et curiosités
- Château d'Oberberg, ancienne résidence des baillis.
- Église paroissiale Saint-André.
- Église réformée.

## Transports
- Ligne ferroviaire CFF Zurich-Saint-Gall
- Ligne ferroviaire Thurbo Weinfelden-Saint-Gall
- Ligne ferroviaire des Chemins de fer appenzellois Gossau–Appenzell
- Autoroute A1 Genève-Sankt Margrethen, sortie 79

## Sports
- FC Gossau

### Personnalités
- Ernst Brugger, conseiller fédéral
- Elisabeth Gerter, écrivain